# Parole e musica
Parole e musica — студийный альбом американской певицы Хелен Меррилл, выпущенный в 1960 году на лейбле RCA Italiana в Италии. В то время певица много гастролировала по Европе и несколько лет жила и работала в Италии. Композитор и аранжировщик Пьеро Умилиани убедил её записать телевизионную программу под названием «Moderato Swing». В этом альбоме представлена музыка из этой программы.

## Отзывы критиков
| Оценки критиков | Оценки критиков |
| Источник        | Оценка          |
| --------------- | --------------- |
| AllMusic        | [ 1 ]           |

Рецензент AllMusic Том Юрек высоко оценил альбом, заявив, что это нечто возвышенное, а также задался вопросом: чего бы Меррилл и Умилиани могли достичь, если бы работали вместе дольше?.

## Список композиций
1. «Night and Day» (Коул Портер) — 4:10
2. «Everything Happens to Me» (Том Эдер, Мэтт Деннис) — 3:49
3. «Autumn in New York» (Вернон Дюк) — 3:27
4. «Why Don’t You Do Right» (Канзас Джо Маккой) — 3:12
5. «You Don’t Know What Love Is» (Джин Де Пол, Дон Рэй) — 3:55
6. «These Foolish Things» (Гарри Линк, Джек Стрейчи) — 5:16
7. «April in Paris» (Вернон Дюк, Йип Харбург) — 3:58
8. «I’ve Got You Under My Skin» (Коул Портер) — 4:21
9. «Solitude» (Дюк Эллингтон, Ирвинг Миллс, Эдди Деланж) — 3:16
10. «Willow Weep for Me» (Энн Ронелл) — 4:25
11. «When Your Lover Has Gone» (Э. А. Суон) — 3:03

Начало каждого трека предваряет реплика актёра Фернандо Кайати на итальянском языке.

## Участники записи
- Оркестр Пьеро Умилиани
- Вокал — Хелен Меррилл
- Речитатив — Фернандо Кайати
- Автор итальянских реплик — Энрика Гравили